# Edwin D. Becker

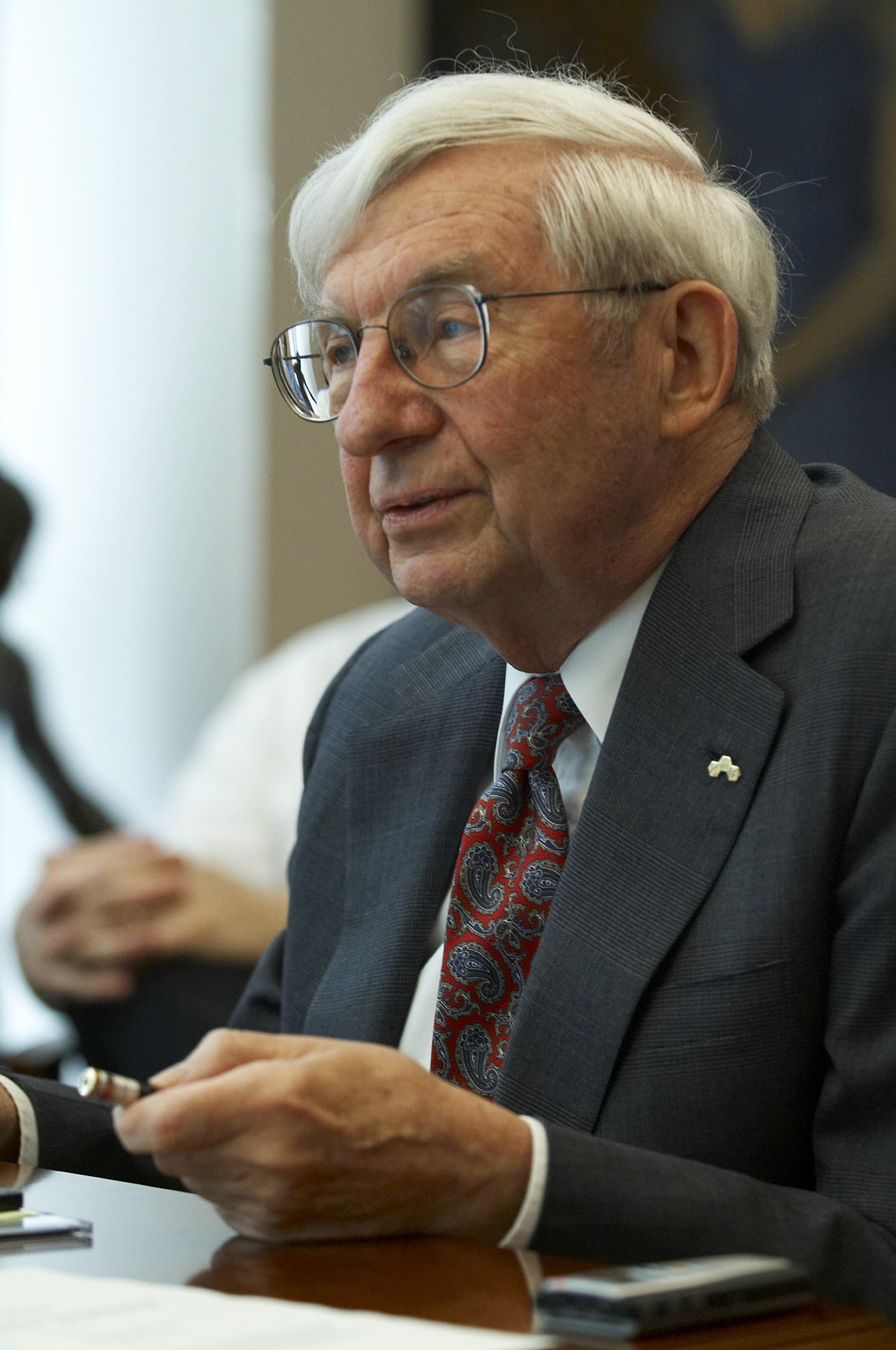
Becker, 2005

Edwin Delmuth Becker (* 1930) ist ein US-amerikanischer Chemiker.
Becker ist Experte molekularer Spektroskopie und der Magnetresonanztomographie mit akademischer Lehrtätigkeit an der Georgetown University in Washington DC. International bekannt geworden ist Becker für seine Forschungen in den Bereichen Molekülspektroskopie und Kernspinresonanz (NMR) sowie als Autor mehrerer wissenschaftlicher Werke.

## Ausbildung und Karriere
1955 machte Becker seinen Bachelor of Science in Chemie an der University of Rochester und drei Jahre später seinen Ph.D. an der University of California in Berkeley.
Einen Großteil seines beruflichen Lebens verbrachte er an den National Institutes of Health nahe Washington. Dort war er von 1961 bis 1972 Leiter des Labors für Chemische Physik, zusätzlich von 1979 bis 1981 stellvertretender Direktor für internationale Forschung, 1980 bis 1988 stellvertretender Direktor für Forschungsdienste und anschließend von 1988 bis 1998 Leiter der NMR-Abteilung innerhalb des Labors für Analytische Chemie. Seit 1998 bis zu seiner Emeritierung forschte er weiter als Wissenschaftler. Zudem war Becker über 38 Jahre lang zwischen 1959 und 1997 Dozent an der Georgetown University für Studenten der Graduiertenkurse. In diesen Jahren hat er Dutzende von Fachaufsätzen veröffentlicht.
Über acht Jahre leitete er im National Institutes of Health die Forschungsdienste, die mit etwa 1.300 Mitarbeitern ein Jahresbudget von über 150 Millionen US-Dollar benötigten.
Neben diesen akademischen Arbeiten war Becker auch im institutionellen Fachbereich International Union of Pure and Applied Chemistry (IUPAC) involviert. Dort war er unter anderem Vorsitzender der Kommission für Molekularstruktur und Spektroskopie (1975–1981), Sekretär der Abteilung für physikalische Chemie (1981–1985), Vorsitzender des Ausschusses für Veröffentlichungen (1988–1994) und Vorsitzender des US-amerikanischen Nationalausschusses für IUPAC (1984–1986). Zahlreiche weitere Ämter ehren sein Wirken.

## Veröffentlichungen (Auswahl)
- mit Paul S. Pregosin: 1 H‐NMR Spectroscopy of Gold Drugs. High‐Resolution Studies of β‐ d ‐Thioglucosetetraacetate Phosphine Complexes of Au (I), Helvetica Chimica Acta, Ausgabe 66, Heft 5, 2004, Seite 1436–1440.
- The role of sophisticated instruments in biological research: Examples from nuclear magnetic resonance. Bioscience Report, Band 8, Ausgabe 6, Dezember 1988, ISSN 1573-4935
- The effect of molecular interactions on N.M.R. reference compounds. The Journal of Physical Chemistry, Band 63, Nr. 9, 1. Oktober 1959, S. 1379–1381